# Contea di Ravalli
La contea di Ravalli (in inglese Ravalli County) è una contea del Montana. Il suo capoluogo amministrativo è Hamilton. La contea si trova nella vallata montana tra i monti Sapphire ad est ed i monti Bitterroot ad ovest, alla quale spesso ci si riferisce col nome di Valle Bitterroot.

## Storia
La contea di Ravalli fu il territorio della tribù indiana dei Bitterroot Salish. La suddetta tribù ebbe un incontro nel 1805 con la spedizione capitanata da M. Lewis e W. Clark, i quali notarono subito le intenzioni amichevoli dei nativi. La Chiesa romana cattolica trovò subito un grande interesse nel creare una missione nella zona e nel 1841 fu fondata Stevensville. Nel 1891 la tribù venne relegata nell'attuale riserva di Flathead secondo quanto stabilito dal Trattato di Hellgate.
Nel 1877 Capo Giuseppe con la sua tribù dei Nez-Percé attraversò la contea di Ravalli, cercando di raggiungere il Canada scappando dalla loro riserva.
La Contea di Ravalli fu creata dal Parlamento del Montana il 3 marzo 1893. Prende nome dal gesuita ferrarese Antonio Ravalli, che giunse nella Bitterroot Valley nel 1845.

## Geografia fisica
La contea ha un'area di 6 217 km², di cui lo 0,25% è coperto d'acqua. Confina con le seguenti contee:
- contea di Missoula - nord
- contea di Granite - est
- contea di Beaverhead - sud-est
- contea di Lemhi - sud
- contea di Idaho - ovest

## Città principali
- Corvallis
- Darby
- Florence
- Hamilton
- Pinesdale
- Stevensville
- Victor

## Strade principali
- U.S. Route 93

## Economia
La storia economica della contea riguarda principalmente l'agricoltura ed il legname. Marcus Daly, uno dei "Re del rame" provenienti da Butte, iniziò le operazioni di insediamento nell'area. Recentemente la principale fonte di guadagno arriva dal turismo.
La valle tocca il Selway-Bitterroot Wilderness, un'area protetta che offre una grande varietà di ambienti selvaggi ed ospita le rimanenti comunità di orsi Grizzly e lupi della zona.

### Evoluzione demografica

Situazione demografica

## Musei
- Ravalli County Museum, su cybernet1.com. URL consultato il 15 aprile 2007 (archiviato dall'url originale il 6 aprile 2007).